# فرگت (تنسی)
فرگت(به انگلیسی: Farragut) شهری در ایالت تنسی کشور ایالات متحده آمریکا است که جمعیت آن در سرشماری سال ۲۰۱۰ میلادی، ۲۰٬۶۷۶ نفر بوده‌است.